# The Darker Side of Nonsense
The Darker Side of Nonsense è il primo album in studio del gruppo musicale statunitense Dry Kill Logic, pubblicato nel 2001 dalla Roadrunner Records.

## Tracce
1. Nightmare – 3:06
2. Feel the Break – 3:07
3. Pain – 2:59
4. Nothing – 3:29
5. Assfault – 3:20
6. Weight – 4:06
7. A Better Man than Me – 2:55
8. Rot – 4:32
9. Track 13 – 2:42
10. Give Up, Give In, Lie Down – 3:30
11. The Strength I Call My Own – 3:02
12. Goodnight – 7:19 – dopo 1:03 dal termine del brano (4:03-5:06) inizia la traccia fantasma Sab

## Formazione
- Cliff Rigano - voce
- Scott Thompson - chitarra
- Dave Kowatch - basso
- Phil Arcuri - batteria